# 勒萨布隆
勒萨布隆（法語：Le Sablon，法語發音：[lə sablɔ̃]；洛林语：Lo Saibion）是法国摩泽尔省的一个旧市镇。1914年，勒萨布隆并入梅斯，成为了梅斯的街区。

## 地理
勒萨布隆（49°6'0.7"N, 6°10'39.8"E）位于法国大東部大區摩泽尔省，该省份为法国东北部内陆省份，是洛林的一部分，西南接默尔特-摩泽尔省，东临下莱茵省，北与卢森堡和德国接壤。
勒萨布隆的时区为UTC+01:00、UTC+02:00（夏令时）。

## 行政
勒萨布隆的邮政编码为57000。

## 人口
勒萨布隆于1911年时的人口数量为10375人。